# Taza de agua y rosa en un plato de plata (Zurbarán)
Taza de agua y rosa en un plato de plata es uno de los pocos bodegones conocidos, realizados por Francisco de Zurbarán, que han llegado hasta la actualidad. Este lienzo tiene la referencia 25 en el catálogo razonado y crítico, realizado por la historiadora del arte Odile Delenda.

## Introducción
En el arte Barroco español, y en el contexto de la Contrarreforma, los elementos naturales y cotidianos podían constituir un reflejo de la presencia divina. Fray Luis de Granada, en la Introducción del Símbolo de la Fe, insiste en la acción de la mano de Dios hasta en los mínimos elementos. Los bodegones de Zurbarán, en los cuales representó humildes vasijas de barro o platos de metal con frutas, impresionan tanto por su poesía, por su precisión en la textura de los objetos, como por su aire espiritualizado.
El presente pequeño bodegón se repite en algunas composiciones de carácter religioso, ya que la taza blanca puede ser una alusión a la pureza de la Virgen María y la rosa —sin espinas— puede referirse a la Inmaculada Concepción. Anteriormente se creía que los bordes de este lienzo estaban intactos, pero una radiografía demostró que solamente lo estaba su borde izquierdo, mientras que los otros tres habían sido recortados. Por lo tanto, esta obra podría haber formado parte de otra obra, tal vez parecida al Bodegón con cidras, naranjas y rosa, en cuya parte izquierda efectivamente se reproduce el presente lienzo. De hecho, este pequeño bodegón de repite en otras composiciones, de temática religiosa, como la Familia de la Virgen. Esta reiteración informa sobre el método de trabajo de Zurbarán: tras una primera representación del natural, el tema representado a veces volvía a servir para otras pinturas.

## Análisis de la obra
- Londres, National Gallery (Inv. NG 6566);[3]
- Pintura al óleo sobre lienzo; 21,2 × 30,1 cm;
- Datación: ca. 1630.

Los tres objetos están colocados encima de un tablero, fuertemente iluminados por la izquierda, y destacando sobre un fondo oscuro, dando a la composición un aire al mismo tiempo real y espiritualizado. La perspectiva está realizada como si el espectador se situara arriba, lo cual acentúa la sensación de profundidad. El pintor demuestra su maestría en la recreación de las cualidades táctiles de los tres objetos. La tacita de cerámica refleja su porosidad en el fondo y en el borde del plato de metálico. La flor está pintada con gran delicadeza y sus pétalos, de color rosa muy pálido, también se reflejan en el borde liso de la bandeja.

## Procedencia
1. Madrid, colección Linares;
2. Londres, Tomás Harris, después de 1930;
3. Londres, Sir Kenneth Clark (futuro Lord Clark of Saltwood), 1937;
4. Londres, the Saltwood Heritage Foundation;
5. Adquirido por la National Gallery con la ayuda del George Beaumont Group en 1997.[5]